# M'Naguer
M'Naguer est une commune de la wilaya de Touggourt en Algérie.